# Phila Portia Ndwandwe
Phila Portia Ndwandwe (1964-1988, còn được gọi là Zandile hoặc Zandi) là một chiến binh khu vực Natal của Umkhonto we Sizwe (MK), tổ chức được thành lập bởi Muzi Ngwenya (Thami Zulu hoặc "TZ") hoạt động từ Swaziland. MK là cánh vũ trang (Spear of the Nation) của Quốc hội Châu Phi, được tạo bởi Nelson Mandela vào năm 1961. Zandi là một bà mẹ còn đang cho con bú khi cô bị lực lượng Apartheid bắt cóc và tra tấn trong 10 ngày để biến cô thành người cung cấp thông tin cho Chính phủ Nam Phi. Cô bị bắn vào đầu sau khi bị quỳ xuống trước mặt kẻ bắt giữ mình.